# Роксбері Тауншип (Нью-Джерсі)
Роксбері Тауншип (англ. Roxbury) — селище (англ. village) в США, в окрузі Морріс штату Нью-Джерсі. Населення — 22 950 осіб (2020).

## Демографія
Згідно з переписом 2010 року, у селищі мешкали 23 324 особи в 8292 домогосподарствах у складі 6485 родин. Було 8582 помешкання
Расовий склад населення:
| - 88,2 % — білих - 5,8 % — азіатів - 2,3 % — чорних або афроамериканців - 0,1 % — вихідців з тихоокеанських островів - 0,1 % — корінних американців - 1,6 % — осіб інших рас |

До двох чи більше рас належало 2,0 %. Частка іспаномовних становила 8,9 % від усіх жителів.
За віковим діапазоном населення розподілялося таким чином: 24,6 % — особи молодші 18 років, 62,8 % — особи у віці 18—64 років, 12,6 % — особи у віці 65 років та старші. Медіана віку мешканця становила 41,9 року. На 100 осіб жіночої статі у селищі припадало 95,8 чоловіків;  на 100 жінок у віці від 18 років та старших — 92,5 чоловіків також старших 18 років.
Середній дохід на одне домашнє господарство  становив 121 140 доларів США (медіана — 105 105), а середній дохід на одну сім'ю — 134 928 доларів (медіана — 117 270). Медіана доходів становила 80 636 доларів для чоловіків та 56 885 доларів для жінок. За межею бідності перебувало 4,4 % осіб, у тому числі 6,0 % дітей у віці до 18 років та 4,5 % осіб у віці 65 років та старших.
Цивільне працевлаштоване населення становило 12 299 осіб. Основні галузі зайнятості: освіта, охорона здоров'я та соціальна допомога — 21,1 %, науковці, спеціалісти, менеджери — 16,4 %, роздрібна торгівля — 11,3 %, виробництво — 9,4 %.